# Estación de Oriental
Oriental, anteriormente llamada Virreyes, fue una estación de trenes que se encuentra en Oriental, Puebla.

## Historia
La estación perteneció al Ferrocarril Interoceánico. La estructura fue edificada sobre la línea México-Veracruz, vía Jalapa. El tráfico directo entre la Ciudad de México y Veracruz se inició el 23 de mayo de 1892. La línea San Marcos-Teziutlán del Ferrocarril de la Sierra de Puebla, fue construida en el periodo 1890-1899, así también la línea a San Juan de los Llanos del Ferrocarril de Puebla a San Marcos, fue construida entre 1880 y 1884. En el año de 1889 esta estación se denominaba Virreyes.